# تناسخ در اسلام

## ابطال تناسخ در قرآن
- «حَتَّی إِذَا جَاء أَحَدَهُمُ الْمَوْتُ قَالَ رَبِّ ارْجِعُونِ* لَعَلِّی أَعْمَلُ صَالِحاً فِیمَا تَرَکْتُ کَلَّا إِنَّهَا کَلِمَةٌ هُوَ قَائِلُهَا وَمِن وَرَائِهِم بَرْزَخٌ إِلَی یَوْمِ یُبْعَثُونَ [المؤمنون: ۹۹-۱۰۰]

یعنی «آنها همچنان به راه غلط خود ادامه می‌دهند تا زمانی که مرگ یکی از آن‌ها فرا می‌رسد می گوید: پروردگارا مرا بازگردان(۹۹) باشد که در آنچه ترک کرده‌ام عمل صالح انجام دهم. حاشا که بازگردد، همانا سخنی که او می‌گوید و هیچ فایده‌ای ندارد. از پس سرشان برزخ است تا روزی که برانگیخته شوند.(۱۰۰)»
- «وَنُفِخَ فِی الصُّورِ فَإِذَا هُم مِّنَ الْأَجْدَاثِ إِلَی رَبِّهِمْ یَنسِلُونَ* قَالُوا یَا وَیْلَنَا مَن بَعَثَنَا مِن مَّرْقَدِنَا هَذَا مَا وَعَدَ الرَّحْمَنُ وَصَدَقَ الْمُرْسَلُونَ*ِان کَانَتْ إِلَّا صَیْحَةً وَاحِدَةً فَإِذَا هُمْ جَمِیعٌ لَّدَیْنَا مُحْضَرُونَ»[۱]

یعنی «و در صور دمیده شود، ناگهان آن‌ها از قبرها، شتابان به سوی پروردگارشان می‌روند(۵۱) می‌گویند ای وای بر ما چه کسی ما را از خوابگاهمان بر انگیخت؟ (آری) این همان است که خداوند رحمان وعده داده است و فرستادگان او راست گفتند.(۵۲) صیحه واحدی بیش نیست، ناگهان همگی نزد ما حاضر می‌شوند.»(۵۳)

## ابطال تناسخ در احادیث ائمه مسلمانان
علی بن ابی‌طالب امام اول تمامی شاخه های شیعه و خلیفه چهارم اهالی سنت گفته : لا عَنْ قَبیح یَسْتَطیعُونَ انْتِقالاً وَ لا فى حَسَن یَسْتَطیعُونَ ازْدِیاداً    آنها نمی توانند کار های زشت خود را جبران کنند و نه می توانند کار های نیک خود را بیشتر کنند. 
جعفر صادق امام ششم شیعیان دوازده امامی ، واقفیه و فطحیه و امام اول شیعه اسماعیلی تناسخ را تکذیب میکند و گفته: معتقدین به تناسخ راه دین را رها کرده و گمراهی‌ها را برای خود زینت داده‌اند.»
علی بن موسی امام هشتم شیعیان دوازده امامی نیز تناسخ را رد کرده و گفته هرکس معتقد به تناسخ باشد به خدای بزرگ کافر شده و بهشت و جهنم را تکذیب کرده است. 

## در بین فلاسفهٔ اسلامی
فلاسفهٔ مسلمان به ابطال تناسخ معتقد اند. دلایل آنها گاهی علیه هر نوع تناسخ است و گاهی فقط علیه تناسخ نزولی یا صعودی. روش ابطال بستگی به چند بحث فلسفی دارد:
1. این که نفس حادث است یا قدیم. یعنی خلق شده یا همواره وجود داشته.
2. این که نفس چگونه است.
3. این که ارتباط نفس با بدن چیست.

### فلسفهٔ مشا
در فلسفهٔ مشاء نفس حادث است. یعنی همیشه وجود نداشته. بلکه ایجاد شده. آنها معتقدند اگر بدن به حد خاصی از توانایی برسد، روح (یا نفس یا علل مجرد یا غیر جسمانی) به آن افاضه می‌شود.
گروهی از آنها معتقدند: اولاً «روح و جسم، رابطهٔ قابل و مقبول دارند» یعنی یکی می‌تواند دیگری را بپذیرد. دوم اینکه روح اولین بار در جسم خلق می‌شود. بنابرین با رسیدن بدن به مزاج (حالت) مناسب، نفسی حادث می‌شود (به وجود می‌آید) و به آن تعلق می‌گیرد.
لذا در ابطال تناسخ معتقدند: «اگر نفس دیگری که در اثر مرگ، بدن خود را رها کرده‌است بخواهد به آن بدن جدید تعلق بگیرد. لازمه اش این است که دو نفس به یک بدن وابسته باشند و این محال است. زیرا هر نفسی یگانگی خود را شهود می‌کند و نفس دیگری را که در بدن او تصرف کند نمی‌یابد.»

### فلسفهٔ ملاصدرا
ملاصدرا با تکیه بر اصل حرکت جوهری و حدوث جسمانی و بقای روحانی نفس در ابطال تناسخ چنین می‌گوید:
تعلق نفس به بدن یک تعلق ذاتی و ترکیب آن دو ترکیب اتحادی و طبیعی است، نه صناعی یا انضمامی از سوی دیگر، هر یک از جوهر نفس و بدن با یکدیگر در سیلان و حرکت اند؛ یعنی هر دو در ابتدای پیدایش نسبت به کمالات خود بالقوه‌اند و روی به سوی فعالیت دارند. بنابراین تا هنگامی که نفس به بدن عنصری تعلق دارد، درجات قوه و فعلیت او متناسب با درجات قوه و فعلیت بدن خاص اوست. حال می‌گوییم: هر نفسی در مدت حیات دنیوی اش با افعال و اعمال خود به فعلیت می‌رسد. به همین خاطر سقوط او به حد قوهٔ محض، محال است؛ همان طور که بدن یک حیوان پس از کامل شدن، دیگر به حد نطفه بودن باز نمی‌گردد. زیرا حرکت همان اشتداد و خروج از قوه به فعلیت است و حرکت معکوس امری بالعرض است.
بنابراین، اگر نفس پس از مفارقت از بدن بخواهد به بدن دیگری در مرتبهٔ جنینی و مثل آن تعلق گیرد، ناگزیر بدن در مرتبهٔ قوه و نفس در مرتبه فعلیت خواهد بود و چون ترکیب این دو طبیعی و اتحادی است - یعنی هر دو به یک وجود موجودند - ترکیب بین دو موجود بالقوه و بالفعل محال است.

## در بین شاخه‌های اسلام
عموم فِرق اسلامی در این عقیده متفقند که روح پس از پایان این زندگی، به بدن دیگری در این جهان باز نمی‌گردد و دانشمندان شیعه و سنّی با صراحت تمام، عقیده تناسخ را که یکی از [اعتقادات] ادیان باستانی هند است، محکوم ساخته‌اند.

### دیدگاه شیعه
در حدیثی از علی بن موسی الرضا آمده:«هرکس قایل به تناسخ باشد نسبت به خدا کافر شده و بهشت و جهنم را تکذیب نموده است.»
نُصَیریه و دروزیه (دو فرقة منسوب به شیعه که از قرون اولیة اسلامی به وجود آمده‌اند) به تناسخ معتقدند. دروزیان معتقدند نفس پس از مرگ به بدن دیگری منتقل می‌شود زیرا بدن چیزی جز پیراهن (قمیص) نفس نیست. اصطلاح تقمّص به جای تناسخ از اینجا پیدا شده است. دروزیان انتقال نفس انسان به بدن حیوان را نپذیرفته‌اند. نصیریه معتقدند تناسخ کیفر ارواح عاصی است.

### دیدگاه اهل حق
«دونادون»، «دون به دون» یا «جامه به جامه» مفهومی در آیین یارسان یا اهل حق است که ارتباط نزدیکی با مفهوم تناسخ و حلول روح دارد.
به گفته مجلسی، اهل حق اعتقاد به رجعت که از اصول مسلم فرقه شیعه (مورد تایید قرآن سوره نمل و احادیث موثق شیعی است) است هستند منتها در زبان عامیانه به دون تصریح شده‌است و این تفکر مسلماً اسلامی و شیعی می‌باشد و هیچ ربطی به تناسخ ارواح بودایی ندارد. رجعت در شیعه و مرام اهل حق به مفهوم بازگشت خواصی، از اهل حق و اهل باطل، به امر حق پس از مرگ به دنیا می‌باشد

نمودار تکامل روح از کتاب مبانی معنویت فطری، انتشارات Dervy